# The Libertines
The Libertines je bila angleška rock skupina, ki sta jo leta 1997 v Londonu ustanovila kitarista in vokalista Carl Barât ter Pete Doherty. Pri večini izdaj sta sodelovala še John Hassall (bas kitara) in Gary Powell (bobni).
Skupina je doživela soliden kritiški in komercialni uspeh v Združenem kraljestvu, ki pa so ga zasenčili spori v skupini kot posledica Dohertyjeve odvisnosti od mamil, ki so nazadnje leta 2004 povzročili razpad skupine. Člani so se po tistem še nekajkrat priložnostno zbrali za različne koncerte in snemanja.

## Diskografija

### Studijski albumi
- Up the Bracket (2002)
- The Libertines (2004)
- Anthems for Doomed Youth (2015)